# Dolicharthria metasialis
Dolicharthria metasialis is een vlinder uit de familie van de grasmotten (Crambidae), uit de onderfamilie van de Spilomelinae. De wetenschappelijke naam van deze soort is voor het eerst voorgesteld als Stenia metasialis door Hans Rebel in een publicatie uit 1916.
De soort komt voor in Kreta en de Noord-Egeïsche Eilanden (Griekenland).